# Paranatinga
Paranatinga är en kommun i Brasilien.   Den ligger i delstaten Mato Grosso, i den centrala delen av landet, 700 km väster om huvudstaden Brasília. Antalet invånare är 19 280.
Trakten runt Paranatinga består till största delen av jordbruksmark. Trakten runt Paranatinga är nära nog obefolkad, med mindre än två invånare per kvadratkilometer.